# Ромський фемінізм
Ромський фемінізм — феміністична течія, яка пропагує гендерну рівність, боротьбу з соціальною нерівністю та захист інтеграції жінок у суспільство, роблячи ці процеси сумісними зі збереженням культури та цінностей ромського народу.

## Передумови
Протягом історії ромська етнічна група зазнавала зневаги та переслідувань з боку різних суспільств через свої особливості. Тим не менш, це одна з найбільших меншин у світі. Багато груп все ще зберігають характерну культуру зі своєю мовою, традиціями чи звичаями, де родина та солідарність між її членами мають велике значення.
Ромський фемінізм характеризується боротьбою за подолання упереджень і відмінностей як щодо ромського суспільства, так і щодо жінок, на додаток до стигми, пов'язаної з бідністю.

## Патріархатні образи ромок
Майже в усій Європі роми були архетипом іншого в неромській спільноті, слугуючи дзеркалом, дивлячись у яке, можна відчувати себе в межах «нормальності». Антрополог Девід Берна досліджував роль жінок у праці «Публіка, відьми та покірні. Ромка в дискурсах європейського відчуження до середини ХХ ст». Вивчаючи літературу, твори мистецтва та законодавчі тексти, він показує, що роль ромки в суспільстві представлена як повна протилежність до ідеалу жінки.
Так, якщо ідеальна жінка між XV століттям і до середини ХХ століття – це та, яка дотримується скромності, цнотливості, віддана домашньому життю та християнській моралі; ромка представлена як розпусна, відьма, ліберальна, активна у публічному житті, танцюристка та співачка. Ромка пов'язана зі світом магії та чаклунства, присвячуючи себе хіромантії, ворожінню та чаклуванню. Є документи інквізиції, в яких можна побачити процеси над ромками за «виконання професії ромів». Характеристиками тих, хто «виконували професію», були кочове життя та незалежність сім’ї.

У 1619 році священик, навернений з євреїв, Санчо де Монкада, написав у «Політичній реставрації» поради для Філіппа III і, спираючись на біблійні цитати, в яких запевняв, що Бог врятував свій народ від лап єгиптян, він присвятив цілий розділ ромам. У ньому можна прочитати про ромку:
«Перше - тому, що вони іноземці [...] Третє - тому, що ромки є публічними блудницями, спільними для всіх ромів, і танцями, жестами, словами і незграбними піснями завдають великої шкоди душам васалів Вашої Величності [...] вони бродячі, балакучі, неспокійні, завжди на площах і в загонах».
У XVIII столітті ромок зображували переважно європейці, як це можна побачити в творі Меріме «Кармен», який пізніше був висвітлений в однойменній опері Бізе. Описи цих європейських художників почнуть зосереджуватися на всіх іспанських жінках, без різниці етнічної приналежності, зосереджуючись особливо на жінках з Андалусії. Джордж Борроу так сексуалізовано описує ромку у своєму творі «Зінгалі»:
«Ромки-жінки та ромки-дівчата були головною принадою для відвідувачів. Ці жінки, без сумніву, дикі та незвичайні за своєю зовнішністю, адже часто виявляється, що вони здатні викликати найпалкіші та найзахопливіші описи пристрасті, особливо в грудях тих, хто не належить до їхньої раси. Ця пристрасть стає більш жорстокою, коли неможливість задовольнити ці бажання стає більш очевидною».
Цього разу дикість циганки є протиставленням ідеалу жінки вікторіанської епохи. Цей міф також буде присутній у живописі, висвітлюючи творчість Джорджа Оуена Вінна Апперлі. Хорхе Санхурхо в журналі El Folk-Lore Andaluz, який виходив між 1882 і 1883 роками, описує ромів так:
«людей, спотворених своєю чорнотою, обгорілих на сонці і в брудному одязі, які займаються, переважно жінки, крадіжками, а чоловіки утримують себе за рахунок крадіжок.»
З іншого боку, з доступом жінок до роботи у XX столітті та початку формування жінки як політичного та правового суб’єкта це уявлення про ромок змінюється. Тепер ромка є залежною, вона обмежена бажаннями своєї громади та честю своєї родини, тоді як європейка тепер незалежна, звільнена від сім’ї та сексуально. Є кілька відповідних прикладів у телевізійних реаліті-програмах «Gipsy Kings або Palabra de Gitano» та у фільмі «Кармен і Лола», який різко критикували кілька асоціацій ромських жінок, і підлещував білий західний фемінізм.
Для боротьби з цими стереотипами, які поширюють медіа, Асоціація ромських жінок Sim Rom створила журнал «Romi Resistance».

## Основні виклики та вимоги
У ромському фемінізмі є багато дискусійних питань. Це ставить питання, чи слід відрізняти його від білого європейського фемінізму, чи включити до теоретико-практичної традиції постколоніальних фемінізмів, таких як чорний і тубільний фемінізми. Існує також питання про те, чи слід це заявляти про нерівність, яка також тягне за собою стигматизацію ромів.
Одним із найбільших викликів для ромів є збереження їх romanipen, ромської ідентичності та почуттів, поважаючи рішення та свободу жінок. Цей феміністичний рух прагне рівності, вимагаючи права бути різними. Таким чином рух прагне зруйнувати водночас патріархат і расизм.
Подібно до ісламського фемінізму, ромський фемінізм має проблему в тому, що його розглядають крізь призму біло-західної моделі, яка вірить, що білий фемінізм є вершиною фемінізму, тоді як патріархат більш виражений в ісламському світі чи серед ромів. Ця точка зору може виправдовувати нову «колонізацію» расових чи бідних спільнот, вважаючи їх більш патріархальними, як зазначає Адлбі Сібаї.
Серед аспектів, які найбільше відстоює ромський фемінізм, є:
- Ромофобія: ромські феміністки виступають за фемінізм, який включає антирасизм в свої передумови, бо незалежно від того, наскільки рух стверджує, що є інтерсекційним, на практиці бачення білих жінок переважає. У законах іспанського уряду ромський шлюб не вважається дійсним, тому жінка не має доступу до пенсії вдови. Ромські феміністки захищають існування якісних і безкоштовних професійних послуг, які поважають культурне різноманіття.[17][18][19][20][21][22] У ромському способі життя можна знайти практику самоуправління та розвинені форми мютюелізму, які домінуючою частиною криміналізовані.

- Доступ до житла: расизм відіграє роль, і під приводом «ми не здаємо вам в оренду, бо ви роми», жінкам зокрема та ромам загалом важко знайти житло для оренди, незважаючи на можливість сплачувати за нього[23][24].
- Освіта: існує гендерний розрив у доступі до освіти для ромського населення. Порівняно з 19% ромів, які закінчили ESO, лише 15,5% ромок закінчили його. Рівень неписьменності серед ромок становить 14%, а серед ромів – 6%[25].
- Працевлаштування: расизм є однією з причин, чому ромки не мають доступу до ринку праці. За даними Європейського агентства з фундаментальних прав, у дослідженні 2019 року 35% іспанських ромок повідомили, що відчували дискримінацію під час пошуку роботи, а 30% відчували расові переслідування. За даними цього агентства, 98% іспанського ромського населення загрожує бідність. У дослідженні також стверджується, що рівень зайнятості іспанських ромок становить 16% порівняно з 44,78% для європейок, і що безробіття стосується 51% іспанських ромок, тоді як ромок — 15,55%.[26] Крім того, рівень зайнятості ромських жінок становить 16%, порівняно з 44% ромських чоловіків[27].

- Видимість ромок: біло-західний фемінізм схильний забувати реальність ромських жінок. Президентка Асоціації ромок-феміністок за різноманіття Марія Хосе Хіменес запевняє, що «це правда, що у нас є власний патріархат. Але ромам притаманні ті самі сексистські характеристики, що й європейцям». Різниця полягає в тому, що біла жінка «обмежує цей мачизм, і система допомагає їй їх встановити. Фактично, вона сприяє цій рівності, але для ромки вона продовжує бути ізольованою в середовищі маргінальності».[28][29][30]
- Нормалізація сексуального розмаїття: за словами антрополога Девіда Берна, пайо мають «дуже однорідний і закритий погляд на ромів. Є деякі дуже консервативні, але інші не настільки». Хоча дані підтверджують, що 98% лесбійок живуть у європейському світі, не помічаючи їх у ромській спільноті. Гомосексуальність чоловіків краще сприймається суспільством, і великій кількості гей-пар не доводилося відмовлятися від життя в ромській спільноті[31][32][33].

Деякі ромки також захищають можливість вступу в шлюб незайманими і навіть вказують на це, разом із єдністю сім’ї та повагою до старших, як на один із стовпів ромській культури та вимагають такої поваги від білого фемінізму.

## Приклад Іспанії

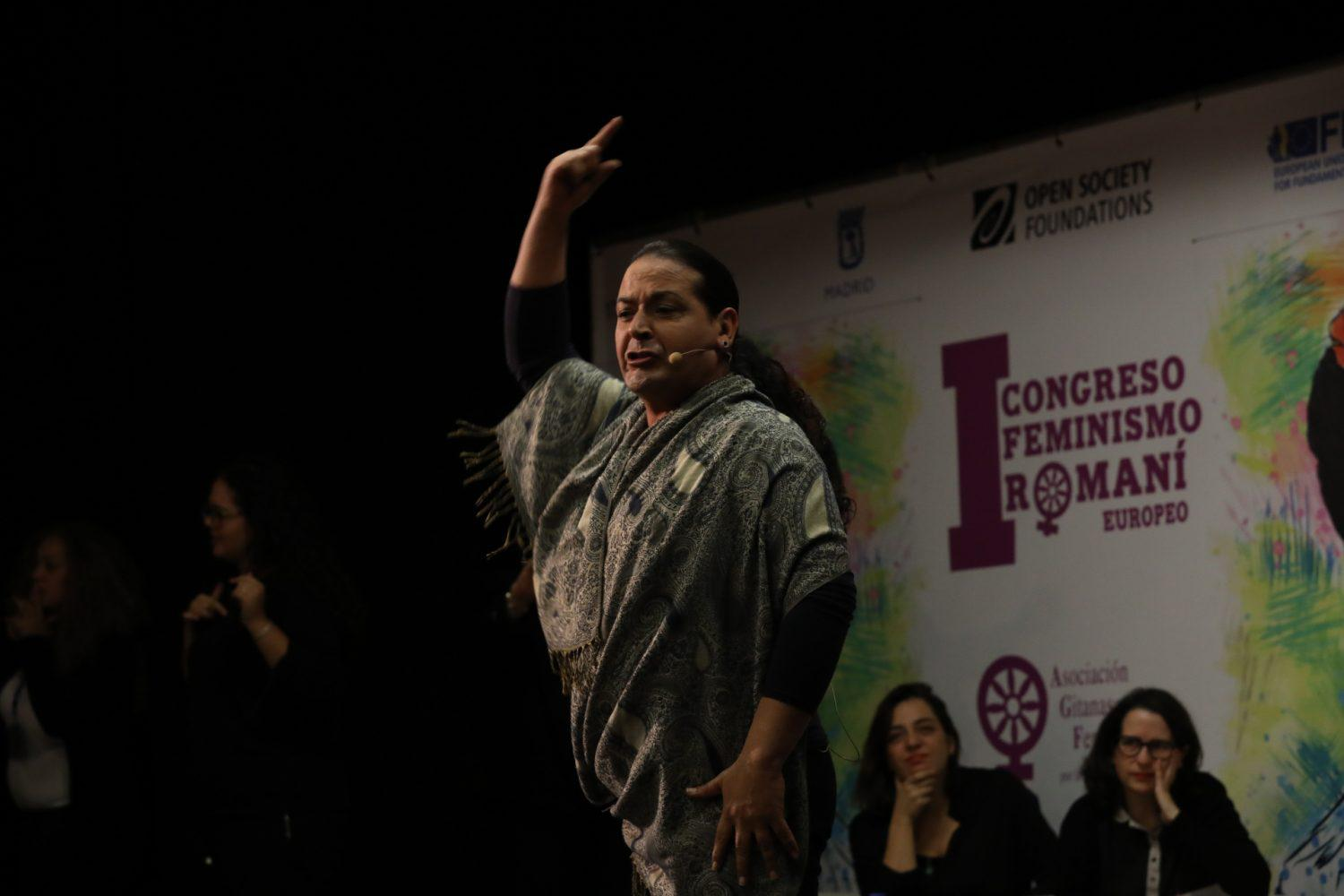
Відкриття I Конгресу ромського фемінізму 2017 року

Початок ромського феміністичного руху в Іспанії був у 1990 році, коли в Гранаді з'явилася перша асоціація ромських феміністок, Asociación de Mujeres Gitanas ROMI. Відтоді було створено багато інших колективів по всій країні.
У 2010 році була заснована асоціація Ververipen, Rroms por la Diversidad, з метою досягнення «рівного ставлення та прав ромських жінок і поваги до емоційно-сексуальної різноманітності».
Однак поява ромського феміністичного дискурсу та практики відбувається роками пізніше завдяки жінкам та організаціям, які пропонують свій власний фемінізм, як політичне зобов’язання змінити фемінізм через реакцію на гегемонію фемінізму, що панує в іспанській панорамі для аналізу ромського руху та простору для ромської політичної артикуляції з гендерної точки зору.
Ключовою і вирішальною гравчинею в цьому процесі є Асоціація ромок-феміністок за різноманітність. У її промові зроблено інтерсекційний аналіз насильства та досвіду утиску ромських жінок і ромського народу в Іспанії та запропоновано громадську та низову політичну практику, яка сильно закріплена в провінціях та найнагальніших потребах ромського народу, які були віднесені до відчуження через численні процеси сегрегації, переслідування та насильства. Піонерками руху в Іспанії є Марія Хосе Хіменес Кортіньяс і Кармен Фернандес Моліна.
Однією з віх цього руху став I Конгрес ромського фемінізму, який об’єднав сотні ромок з усієї країни у 2017 році для обговорення та роздумів над найважливішими питаннями. На Конгресі можна було почути Ану Хіменес Аделантадо, Марію Хосе Кортіньяс «Гуру» та Кармен Фернандес Моліну, а також провідних активісток ромського фемруху, які зазвичай не перебувають у гегемонних феміністичних просторах.
Одним із найбільших викликів для ромської спільноти є збереження ромської традиції та ідентичності, поважаючи рішення та свободу жінок. Ця феміністична течія прагне рівності, вимагаючи права бути різними.
Серед аспектів, які найбільше захищає ця група, доступ до житла, освіти та видимість жінок. Хоча є й багато інших, наприклад, нормалізація сексуального розмаїття.

## Зовнішні посилання
- Сесія 5 (МІЙ ФЕМІНІЗМ ЦИГАНСЬКИЙ. Патріархальний антициганізм, опір і спогади про боротьбу) курсу «СТОП АНТИГИТАНІЗМ. Стратегії опору та емансипації циганського народу», який проводить Fundación de los Comunes
- Асоціативний рух циганських подарунків (текст іспанською мовою Карме Мендес, директора Fundación Secretariado Gitano de Catalunya)